# Kattwykbrücken

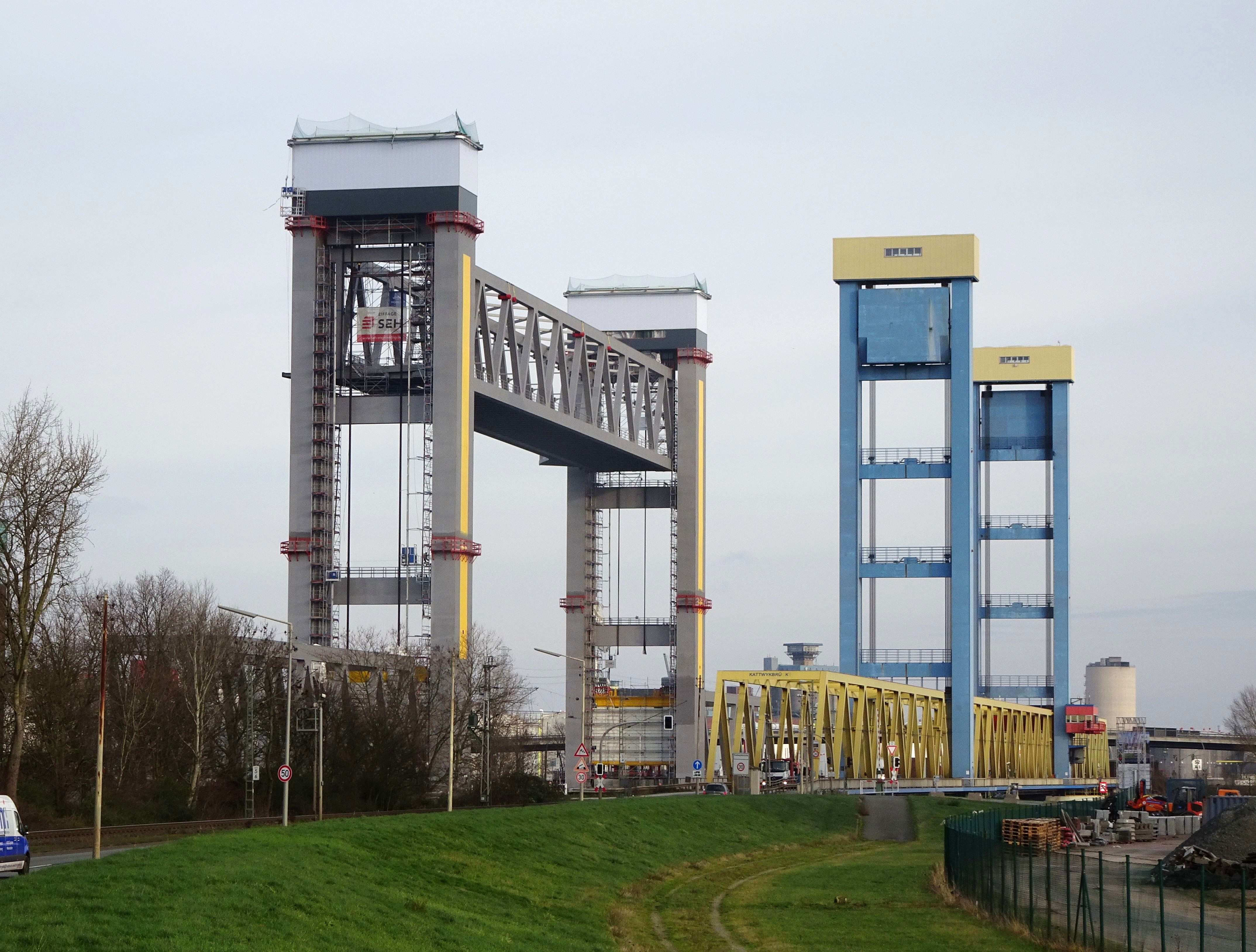
Neue Bahnbrücke Kattwyk (links) und alte Kattwykbrücke im Januar 2020

Die Kattwykbrücken sind zwei Hubbrücken im Hamburger Hafen über die Süderelbe. Die Brücken verbinden Moorburg mit der östlich gelegenen Kattwyk-Halbinsel, die zur Elbinsel Hohe Schaar bzw. Wilhelmsburg gehört. Die ältere, 290 Meter lange Brücke war ursprünglich eine kombinierte Eisenbahn- und Straßenbrücke, wird aber seit September 2020 nur noch als Straßenbrücke genutzt. Diese Kattwykbrücke wurde am 21. März 1973 eingeweiht und war mit den 70 Meter hohen Endportalen, einer Hubhöhe von 46 Metern, Durchfahrtshöhe von 53 und Durchfahrtsbreite von 96 Metern die größte Hubbrücke Deutschlands. Zum Zeitpunkt ihrer Erbauung war sie die weltweit größte Hubbrücke. Die neue Kattwyk-Bahnbrücke ist seit ihrer Eröffnung im Jahr 2020 Deutschlands größte Hubbrücke und mit einer Spannweite von 130,85 m Europas längste Hubbrücke.
Neben der weiter nördlich liegenden Köhlbrandbrücke, einer Hochbrücke, sind die Kattwykbrücken die zweite Brückenpassage in Hamburg, die auch große Seeschiffe durchfahren können. Für den Schiffsverkehr zu den vier Harburger Seehäfen mit der Shell-/Nynas-Raffinerie werden sie täglich um 5:30, 12:30, 17:00 und 00:00 Uhr geöffnet. Die Unterbrechung des Fahrzeugverkehrs dauert dann im Allgemeinen 15 bis 20 Minuten.

## Erste Hubbrücke von 1973

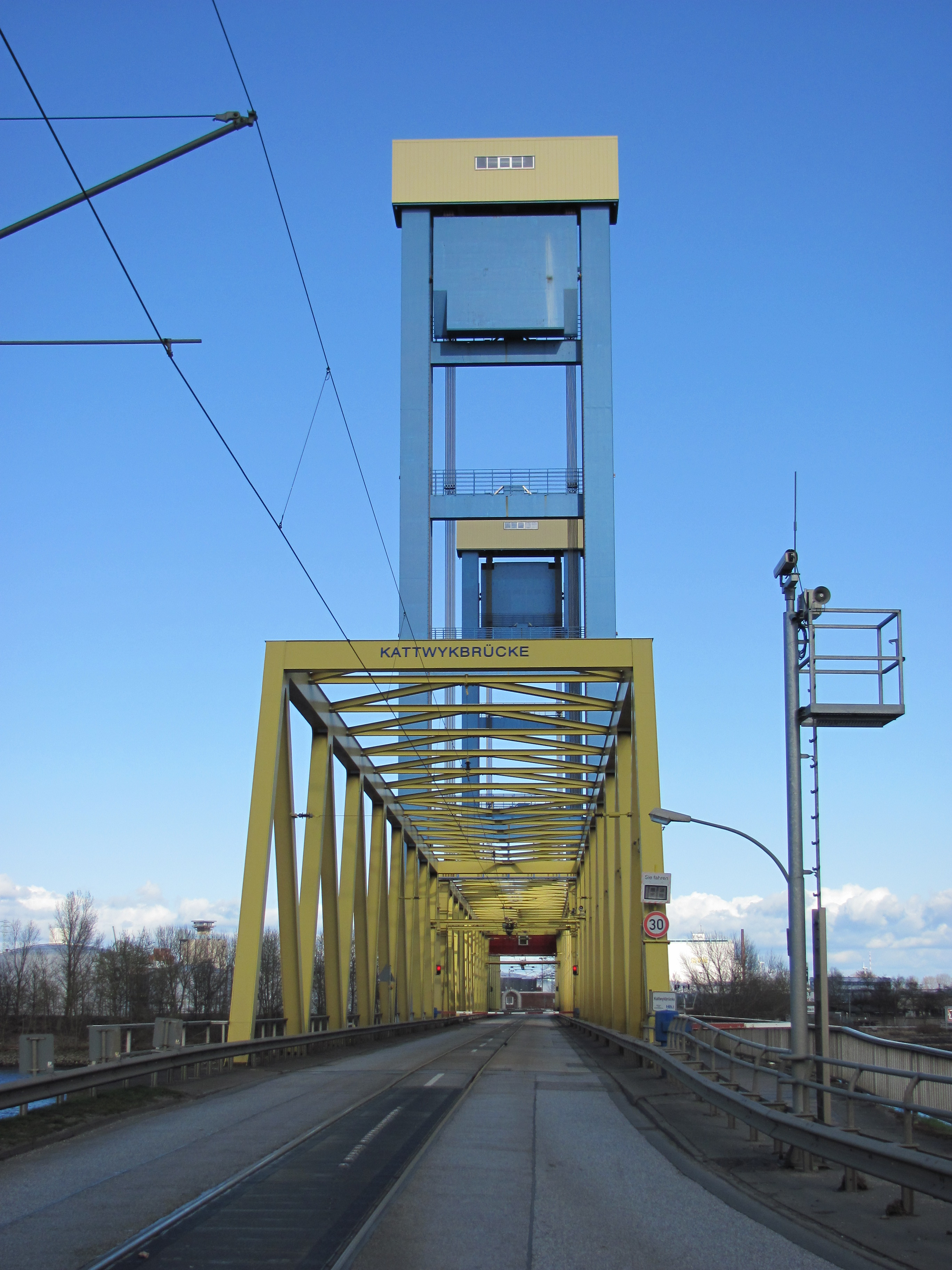
Das Brückendeck der alten, südlichen Brücke mit Fahrbahn und noch Bahngleis mit Oberleitung (2012)

### Technik
Die Brücke besteht aus zwei Trapezfachwerken über den Seitenöffnungen und einem parallelgurtigen Fachwerkbalken über der Hauptöffnung, der an 32 Stahlseilen aufgehängt ist.
Eine Besonderheit der Brücke waren bis zur Grundsanierung 2021 die Eisenbahnschienen, die mitten auf der Straßenfahrbahn verliefen. Da sich Eisenbahn- und Straßenverkehr die Kattwykbrücke bis 2020 teilten, musste diese auch für die Durchfahrt eines Güterzuges für den Straßenverkehr gesperrt werden – in der Regel acht bis zehn Minuten. Nach dem Bau der zweiten Hubbrücke für die Eisenbahn (2017–2020) nördlich der bestehenden entfiel diese Einschränkung.

### Ausfälle
Der polnische Bulkcarrier „Stanislaw Kulczynski“ rammte 1991 den Fachwerk-Überbau der Brücke am Wilhelmsburger Ufer. Das Schiff fuhr bei dichtem Nebel, trotz zweier Lotsen an Bord, nicht unter dem  Mittelteil der Brücke durch, sondern prallte gegen ein unbewegliches 300 t schweres Seitenteil der Brücke, das dann abbrach und im Wasser landete. Auch das Brückenwärterhaus wurde beschädigt. Die Brückenwärter wurden jedoch glücklicherweise nur leicht verletzt. Die Reparatur kostete mehrere Millionen DM und dauerte neun Monate.
Auf Grund des stark gestiegenen Verkehrsaufkommens und des damit verbundenen hohen Verschleißes wurde die Brücke von April bis Oktober 2005 für grundlegende Instandsetzungsarbeiten außer Betrieb genommen. Der Fahrbahnbelag, die Schienen und alle 32 Stahlseile wurden erneuert. Außerdem erfolgte eine Grundüberholung der Antriebsmotoren und die Stahlkonstruktion wurde repariert sowie mit neuem Korrosionsschutz versehen. Um trotz der Arbeiten den Schiffsverkehr nicht zu beeinträchtigen, wurde das 100 Meter lange Brücken-Mittelteil an der höchsten Position verkeilt. Im März/April 2006 wurde die Brücke für Nacharbeiten nochmals für den Verkehr gesperrt.
Aufgrund eines Lagerbruchs an einer der vier Seiltrommeln des beweglichen Trogs war die Brücke von Ende Januar 2008 bis zum 15. Dezember 2008 außer Betrieb. Nachdem die Brücke für etwa sechs Wochen auf einer Durchfahrtshöhe von 17 Metern bei mittlerem Hochwasser blockiert war, konnte sie Anfang März 2008 auf die maximale Höhe angehoben werden. Durch die mehrwöchige Blockade für große Seeschiffe traten bei den Umschlagbetrieben, die an den Harburger Seehafenbecken angesiedelt sind, hohe finanzielle Verluste auf. Die lange Ausfallzeit wurde genutzt, um die komplette Antriebsmechanik der Brücke zu überholen. Der Reparaturumfang sah neben dem Austausch des defekten Lagers auch den Austausch aller vier Seiltrommeln vor. Nach dem Abschluss der Reparaturarbeiten wurde die Brücke planmäßig am 15. Dezember 2008 durch den Hamburger Wirtschaftssenator Axel Gedaschko und Jens Meier, Geschäftsführer der Hamburg Port Authority (HPA), wieder für den Straßenverkehr freigegeben.
Ende Juli 2011 kam es beim Herunterfahren erneut zu einem Ausfall der Kattwykbrücke. Nach einem Brand in einem Schaltschrank blieb die Brücke in 8 Metern Höhe hängen und musste wieder mit einem Notantrieb auf die Maximalhöhe hochgefahren werden. Nach den Reparaturarbeiten wurde die Brücke am 10. September 2011 wieder in Betrieb genommen.
Im Herbst 2012 wurde das Bahngleis erneuert und die Brücke war drei Monate lang für den Landverkehr gesperrt.
Am 21. Juli 2022 fuhr der Hafenschlepper „Fairplay 82“ ungebremst gegen die abgesenkte Brücke, wodurch dessen Steuerhaus abriss. Die dreiköpfige Besatzung kam mit leichten Verletzungen davon. An der Brücke entstand nur leichter Schaden, sodass deren vorsorgliche Sperrung zeitnah aufgehoben werden konnte. Als Ursache wird menschliches Versagen vermutet.

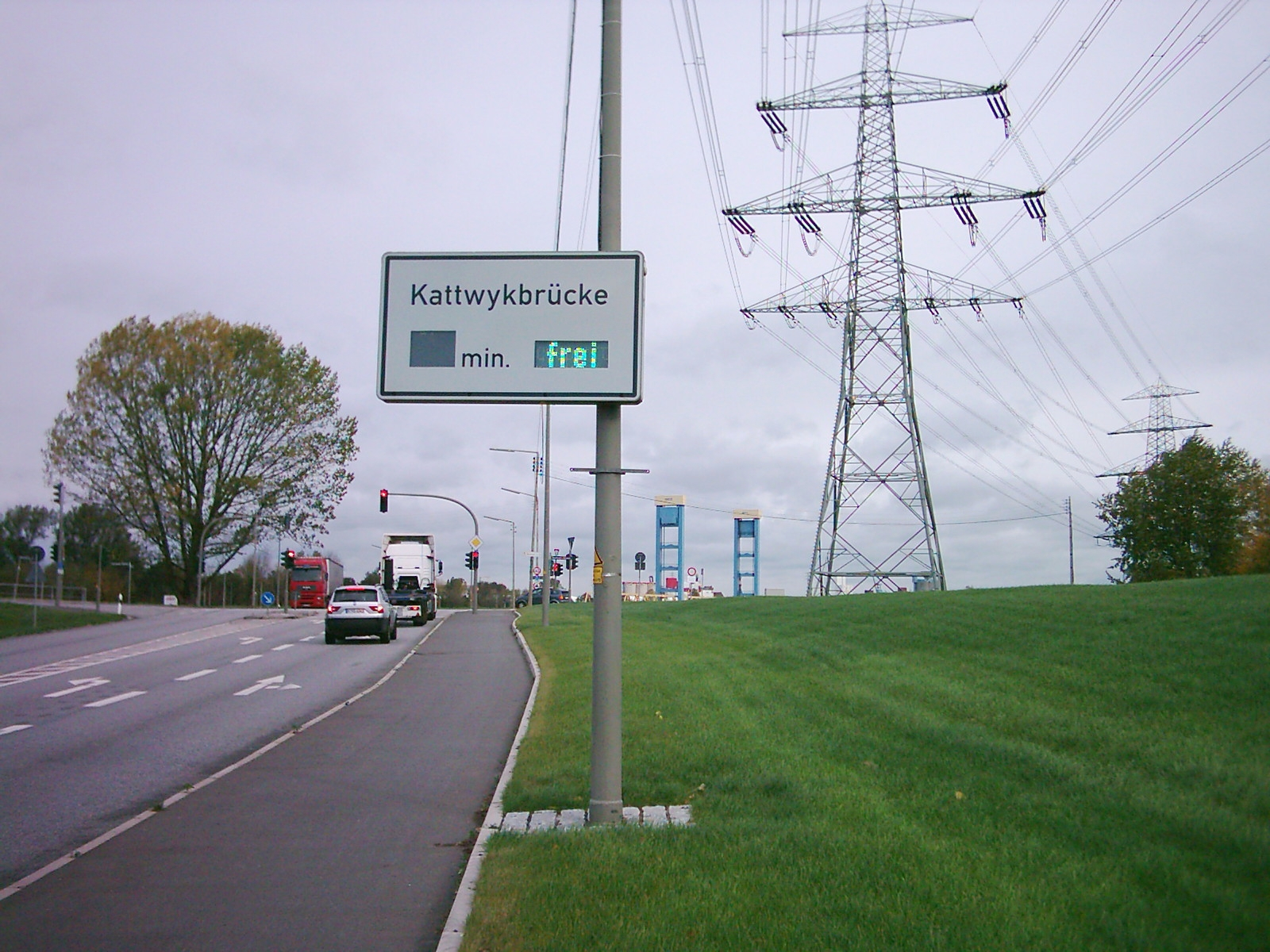
Lichtzeichenanlagen an den Zufahrtsstraßen weisen auf die Dauer der Verkehrsunterbrechung hin
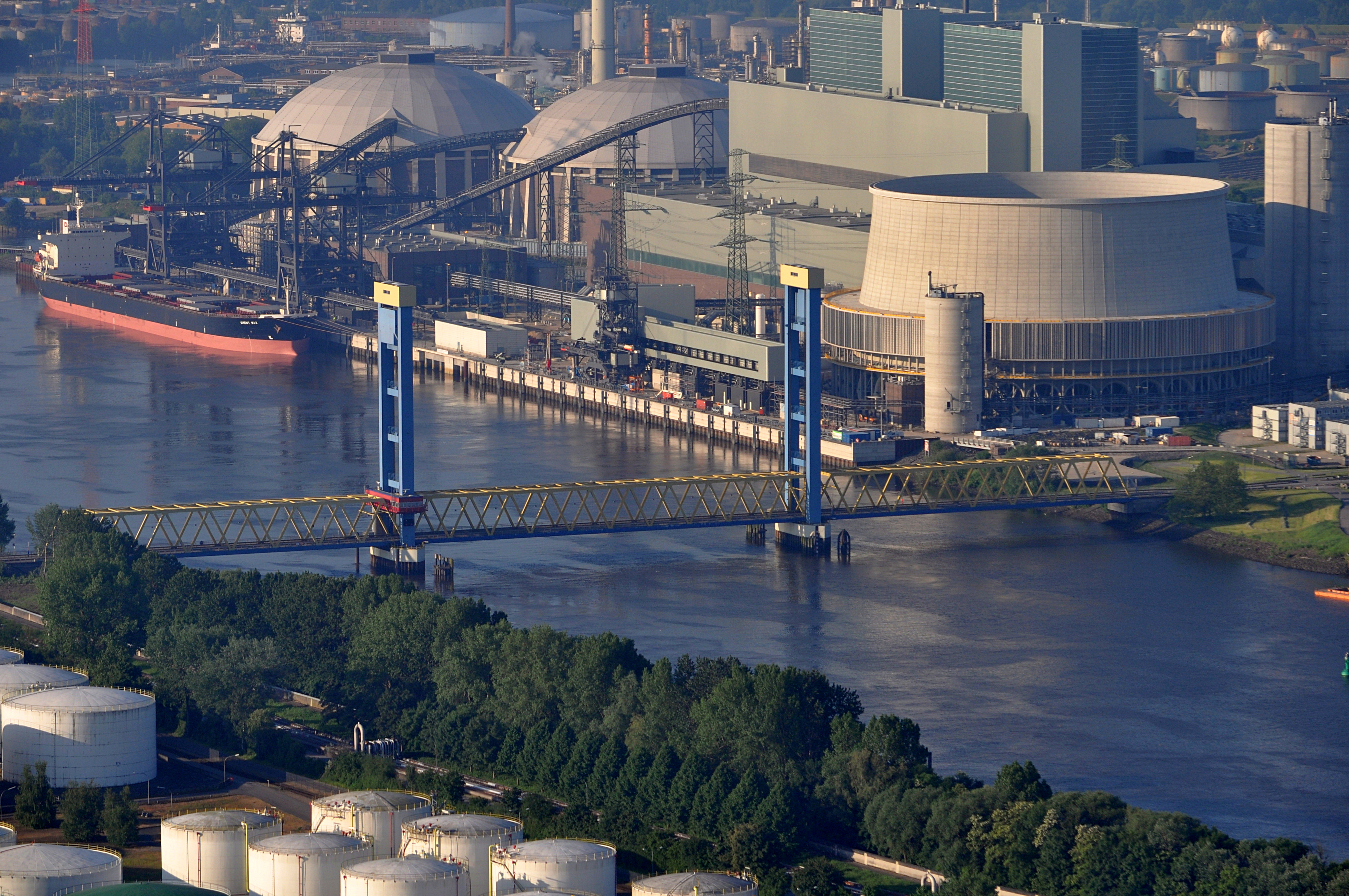
Die Brücke überquert die Süderelbe beim Kraftwerk Moorburg

## Neue Bahnbrücke Kattwyk von 2020
Die Eisenbahnstrecke über die Kattwykbrücke verbindet den Hafenbahnhof Hohe Schaar über Hausbruch mit dem Hafenbahnhof Alte Süderelbe. Damit stellt sie eine Fahrmöglichkeit für Züge aus dem westlichen Hafen über die Hafenbahn in Richtung Osten her und entlastet die südlichen DB-Knoten Hausbruch und Harburg. Zur Erhöhung der Streckenkapazität und Entlastung der Kattwykbrücke wurde von 2017 bis 2020 eine separate, sehr ähnliche, zweigleisige Eisenbahnbrücke nördlich der bestehenden Brücke gebaut. Eine Verbindungskurve südlich von Moorburg zum Containerterminal Altenwerder soll dann die Anbindung weiter verbessern.
Im April 2014 beschloss der Aufsichtsrat der Hamburg Port Authority (HPA) den Bau der Eisenbahnbrücke. Der Bau sollte gemäß Planungsstand April 2014 im Sommer 2014 beginnen und 2018 abgeschlossen sein. Im Mai 2016 wurde eine Zeitplanung des Brückenbaus (ohne vorbereitende Arbeiten) von Mitte 2017 bis Frühjahr 2020 bekannt. Sie trägt die Bezeichnung Neue Bahnbrücke Kattwyk.
Am 9. Dezember 2019 wurde das gut 1800 Tonnen schwere, fast 130 Meter lange bewegliche Mittelteil der neuen Hubbrücke mit Hilfe von zwei Schwimmkränen eingehoben. Ende April 2020 fand der erste Hub aus eigenem Antrieb statt. Bis September 2020 wurden die weiteren Arbeiten abgeschlossen, so dass der Verkehr im Dezember 2020 aufgenommen werden konnte. Die Kosten belaufen sich nun auf 250 Millionen Euro.
Aufgrund der Erfahrungen mit anderen Eisenbahnbrücken wird eine abweichende Konstruktion für Schienenauszug und Schienenstoß verwendet.